# 중부항공방면대
중부항공방면대(北部航空方面隊 호쿠부코쿠호멘타이[*], 영어: Central Air Defense Force (CADF))는 이루마 기지에 주둔하며 항공자위대의 미나미토호쿠와 동일본 지역 방공을 맡고 있는 사령부이다.
1970년대부터 소련 공군, 이후의 러시아 공군에 의한 일본의 방공 식별 구역 침공행위인 도쿄급행을 요격하는 임무를 맡고 있다.

## 역사
1957년 8월 1일, 이루마 기지에서 임시중부사령소로 창설되었다.
1958년 8월 1일, 중부항공방면대로 재편성되었다.
1961년 2월 1일, 임시 고마쓰 파견대(臨時小松派遣隊)와 중부항공시설대가 창설되었다. 7월 15일, 제7항공단이 창설되고, 임시 고마쓰 파견대가 제6항공단으로, 중부항공경계관제군이 단급 부대로 재편성되었다.
1962년 5월 15일, 제7항공단이 이루마 기지로 이사하였다.
1964년 3월 31일, 이루마 기지에서 제1고사군이 창설되었다.
1973년 10월 16일, 기후 기지에서 제4고사군이 창설되었다.
1976년 10월 1일, 북부항공음악대가 하마마쓰 기지에서 창설되었다.
1978년 3월 31일, 제3항공단이 고마키 기지에서 미사와 기지로 건너가 북부항공방면대로 전속하였다.
1984년 1월 26일, 이오섬에서의 항공자위대의 비행 훈련 통제와 영공 감시 임무를 맡을 이오섬 기지대가 창설되었다.
예하 고사군이 운용하는 지대공유도탄인 나이키 에이젝스를 PAC-3로 교체하였다. 제1고사군은 2007년 3월 30일부터 2008년 3월 29일까지, 제4고사군은 2009년 2월 26일부터 8월 21일까지 보급되었다.
2014년 8월 1일, 항공총대 사령부 직속 지원비행대가 중부항공방면대로 전속하였다.
2023년 3월 16일, 제1고사군와 제4고사군가 폐지되고, 중부고사군으로 대체되었다.

## 부대
- 사령부
  - 지원비행대 (블루 임펄스)
- 제6항공단, 고마쓰 기지
- 제7항공단, 햐쿠리 기지
- 중부항공경계관제단, 이루마 기지
- 중부고사군, 이루마 기지
- 중부항공시설대, 이루마 기지
  - 제1작업대
  - 제2작업대, 고마쓰 기지
  - 제3작업대, 햐쿠리 기지
  - 관리반
- 중부항공음악대, 하마마쓰 기지
- 이오섬 기지대, 이오섬 분둔기지
  - 공역감시대
  - 통신전자대
  - 기지업무대
  - 이동훈련대 (전개시에만 운영)

## 계보
- 1957년 8월 1일, 臨時中部司令所→임시중부사령소
- 1958년 8월 1일, 中部航空方面隊→중부항공방면대

## 참고
1. 1 2  久野正夫 1994, 55-63쪽.
2. ↑  “音楽隊の歴史”. 《航空中央音楽隊》 (일본어). 2021년 1월 9일에 확인함.

- 久野正夫. “航空自衛隊40年概史”. 航空ファン (1994-12) 決定판. 文林堂.